# Giulia D'Antoni
Giulia D'Antoni (Grosseto, 16 gennaio 1993) è una calciatrice italiana, centrocampista del Pontedera.

## Carriera
Giulia D'Antoni inizia la propria carriera nelle giovanili della Roma, dove gioca nella formazione che vince il Campionato Primavera 2009-2010 Nel frattempo la società la inserisce nella rosa della squadra titolare nel corso della stagione di Serie A 2009-2010 dove debutta il 17 aprile 2010, alla 18ª giornata, nella partita dove le giallorosse si impongono per 5-1 sulle avversarie del Chiasiellis. D'Antoni rimane con la Roma altre due stagioni, trovando sempre poco spazio, congedandosi dalla società con un tabellino personale di 12 presenze.
Nell'estate 2012 decide di accordarsi con la Scalese, formazione emergente che alla guida del tecnico Nico Mattioli guadagna il primo posto nel girone C della stagione 2012-2013 di Serie A2 conquistando il diritto di giocare in Serie A dalla stagione successiva.
La squadra di San Miniato, complice anche la riforma del campionato che prevede la retrocessione di ben sei squadre, affronta un campionato ostico, dove D'Antoni e compagne non sono quasi mai in grado di competere con le avversarie di caratura superiore, chiudendo con soli 10 punti, con 2 incontri vinti, 4 pareggiati e 24 persi, la sua prima ed unica stagione nella massima serie del campionato italiano all'ultimo posto e la conseguente retrocessione in cadetteria. Nel corso del campionato riescono ad imporsi solo alla prima giornata di campionato, 1-0 sulle avversarie dell'Inter Milano con rete di D'Antoni al 30', e alla 30ª, 2-1 sul Napoli con reti di Benedetta Fenili al 10' e di D'Antoni all'88'. Mattioli la impiega in 20 incontri su 30 di campionato, dove Bachi ha anche l'occasione di segnare la sua prima rete e la sua prima doppietta in serie A il 23 novembre 2013 alla 9ª giornata, dove realizza gli unici due gol per la sua squadra nell'incontro perso per 4-2 in casa delle avversarie del Graphistudio Pordenone; a queste si aggiunge la terza, quella dell'1-1 con l'Inter Milano del 18 gennaio 2014.
La Scalese nella stagione 2014-2015 è iscritta alla Serie B, ritornata ad essere il secondo livello del campionato nazionale, e la squadra è affidata alla guida di Renzo Ulivieri che, alternando i suoi impegni in ambito federale, ritorna all'attività dopo aver allenato la Reggina in Serie A (maschile) per parte della stagione 2007-2008. La squadra, dopo un difficile avvio di stagione, riesce ad ottenere posizioni di centro classifica, aggiudicandosi al termine del campionato il 9º posto con 28 punti, frutto di 7 vittorie, 7 pareggi e 12 sconfitte.
Nell'estate 2015 decide di affrontare la nuova avventura della neoistituita Pontedera femminile iscritta al campionato di Serie C Toscana e la cui panchina è affidata a Ulivieri.

## Palmarès
- Campionato italiano di Serie A2: 1

Scalese: 2012-2013

### Giovanili
- Campionato Primavera: 1

Roma: 2009-2010